# Acheha
Acheha, jedna od šest fratrija (bratstvo) Timucua Indijanaca s Floride. Sastojala se od klanova Hiyaraba, Cayahasomi, Efaca, Hobatinequasi i Chehelu. Zabilježio ih je Pareja (1612/13) a citira ga Gatschet u Am. Philos. Soc. Proc., XVII, 492, 1878.
Ostale fratrije bile se Apohola (buzzard), Chulufichi, Cuyuhasomi ('fish people').